# John Gavan
Pour les articles homonymes, voir Gavan.
John Gavan né vers 1640 à Londres et mort (exécuté) le 20 juin 1679 à Tyburn est un prêtre jésuite anglais. Mort martyr sous le règne de Charles II victime de l'hystérie anti-catholique qui sévit en Angleterre et en Écosse entre les années 1678 et 1681.

## Biographie
Né à Londres en 1640, dans une famille originaire de Norrington dans le Wiltshire, il serait un descendant de John Gawen, membre du parlement mort en 1418 et qui construisit le manoir de Norrington dans les années 1370. Sa famille serait restée fidèle à l'Église catholique. Comme catholique il ne peut étudier en Angleterre. Il part donc sur le continent où il est inscrit au collège anglais de Saint-Omer. Réfléchissant à sa vocation il finit par entrer dans la Compagnie de Jésus à Watten. Il est envoyé à Liège pour y étudier la théologie. Après son ordination il est envoyé en Angleterre en 1670 où il exerce son ministère dans le Staffordshire, un comté qui était l'un des derniers bastions de la foi catholique romaine en Angleterre. On le surnommait affectueusement « l'Ange ».

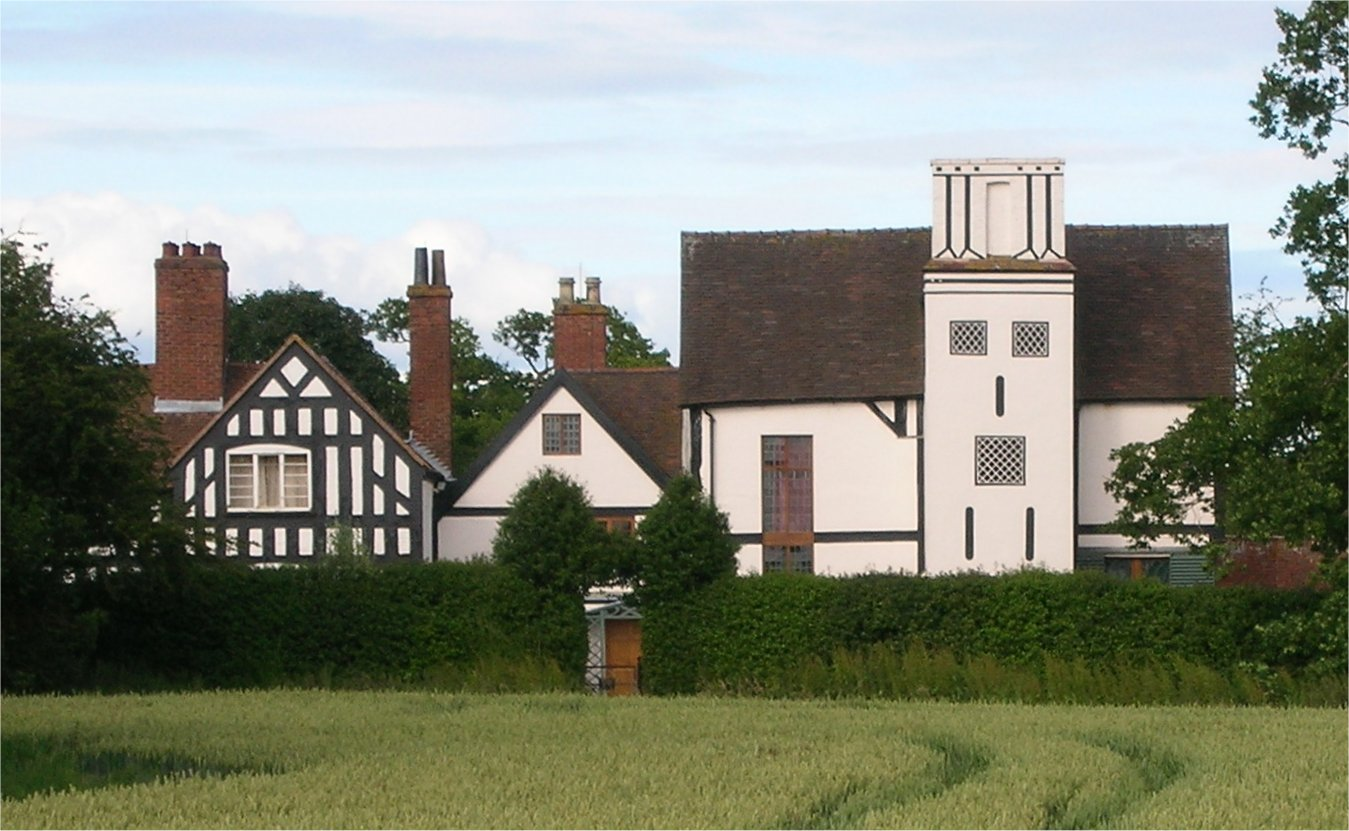
Boscobel House

Il prononce ses voeux définitifs comme jésuite le 15 août 1678. La cérémonie se déroule à Boscobel House, la demeure de la famille Penderel, célèbre pour avoir hébergé Charles II pendant sa fuite après sa défaite à la bataille de Worcester en 1651. Parmi les jésuites présents se trouvent William Ireland et Richard Gerard de Hilderstone. La cérémonie est suivie d'un dîner public, et les invités purent admirer le Royal Oak (Chêne royal), l'arbre dans lequel le roi se serait caché après sa fuite de Worcester Sa présence dans cette maison aura de lourde conséquence pour lui. Au moment où la persécution contre les catholiques reprend il est accusé par plusieurs témoins de s'être réuni à Boscobel afin de planifier une conspiration pour tuer le roi. Un mandat d'arrêt est alors émis contre lui.
Jusqu'en janvier 1679, il échappe à l'arrestation mais finit par être dénoncé et pris. Ce dernier se cachait dans une dépendance de l'Ambassade d'Autriche à Londres. L'Ambassadeur ne put ou ne voulut lui sauver la vie. Il est jugé le 13 juin 1679 lors d'un second procès après un premier procès où William Ireland fut condamné. Avec lui sont accusés de faire partie du dit complot papiste Thomas Whitbread, John Fenwick, William Barrow et Anthony Turner. Et alors que rien ne prouve qu'il complote contre le roi il est néanmoins condamné à mort. Voulant se montrer clément, craignant aussi de commettre une plus grande injustice, le roi refusera que ces hommes soient exécutés selon le supplice réservé aux traîtres, à savoir pendaison, éviscération et écartèlement. Il sera simplement pendu et enterré dignement.

## Vénération
Reconnu comme un martyr catholique, John Gavan fut béatifié en 15 décembre 1929 par le pape Pie XI. Vénéré par l'Église catholique il est fêté le 20 juin et est compté dans la liste des Cent sept martyrs d'Angleterre et du pays de Galles